# ديفيد شيبارد
ديفيد شيبارد (6 مارس 1929 في المملكة المتحدة - 5 مارس 2005 في المملكة المتحدة) (بالإنجليزية: David Sheppard) هو سياسي ولاعب كريكت بريطاني. شارك مع منتخب إنجلترا للكريكت. أما مع النوادي، فقد لعب مع نادي مقاطعة ساسكس للكركيت ‏ ونادي مارليبون للكريكت ‏ ونادي جامعة كامبريدج للكريكيت ‏.

## وصلات خارجية
- ديفيد شيبارد على موقع إي آس بي آن كريك إنفو (الإنجليزية)